# はるしお型潜水艦
はるしお型潜水艦（はるしおがたせんすいかん、英語: Harushio-class submarine）は、海上自衛隊が運用していた通常動力型潜水艦の艦級。計画番号は、1番艦から6番艦まではS126、最終7番艦はS129。
SSS型（涙滴型船型・1軸推進方式）潜水艦の第3世代にして最終発達型である。61中期防および03中期防により、昭和61年度から平成4年度計画にかけて7隻が建造された。

## 来歴
第3次防衛力整備計画で、海上自衛隊は涙滴型船型・1軸推進方式のいわゆるSSS（Single Screw Submarine）型潜水艦の整備に着手した。まず昭和42年度計画より、1,850トン級のうずしお型の建造が開始されたのち、第4次防衛力整備計画下の昭和50年度計画より、2,200トン級に発展させたゆうしお型に移行した。しかし当時、世界的に中・小型潜水艦の普及が進み、静粛性が重視される時代を迎えつつあった。このことから、50SSの基本設計が終了して建造に着手した段階で次世代潜水艦の検討が開始されたが、この検討においては、完全複殻方式の是非や涙滴型以外の船型も視野に入れて、2,000トン弱から2,400トン超まで数多くの試設計が試みられた。最終的には、従来の涙滴型船型を踏襲しつつ、雑音低減策を最優先としての開発が行われることとなり、これによって建造されたのが本型である。

## 設計
本型は、涙滴型船型・1軸推進方式のいわゆるSSS（Single Screw Submarine）型、構造様式は完全複殻構造と、基本的な設計思想ではうずしお型（42SS）以来の方式を踏襲した。その一方で、本型は、主電動機の防振支持や主機関の二重防振支持、補機・管系の徹底した防振対策、電源装置の静止形化、艦底開孔部の整流、プロペラの多翼スキュー化、制振材使用など、各種の水中放射雑音低減策の集大成であった。これらの努力によってマスカー遮音装置は不要と判断されるほどになり、また本型の後期型では、ソノブイが見えるまではシュノーケル航走を続けても探知されないとされるほどに静粛性に優れたものとなった。
これらの各種措置のために必要な空間・重量の増大は、耐圧殻の後部側の直径を若干拡大することによって収容されており、結果として、基準排水量は50SSの2,200トン級から2,450トン級へと拡大された。耐圧殻素材としては、50SSで採用されたNS80調質高張力鋼（降伏耐力80 kgf/mm2）とともに、新開発のNS110が導入された。これはその名の通りに降伏耐力110 kgf/mm2の性能を確保しており、この種の鋼材としては画期的なもので、本型の潜航深度増大に大きく寄与していた。
ディーゼルエンジンとしては、「おおしお」（36SS）以来用いられてきた川崎/MAN V8V 24/30シリーズにかえて、川崎重工業が独自に開発した12V25/25S型が採用された。これは回転数1,200 rpmの高速4サイクル・ディーゼルエンジンで、その名の通りにボア・ストロークともに250ミリ、排気ターボ過給と機械駆動過給の2段過給方式を採用することで、出力増加（水上3,100馬力、シュノーケル運転時2,700馬力）に加えて、シュノーケル運転時の起動の確実性と優れた加速性の確保を図っている。この高回転・高出力ディーゼルエンジンの採用に対応して、主発電機は交流発電機とされた。発電された交流電流は、静止形整流器によって直流に変換される。電動機は、水中放射雑音低減のためさらに低回転化されているが、その出力は50SSと同様であるため、ディーゼルエンジンの出力増加は充電能力強化につながっている。蓄電池は120基を4群の計480基であり、高エネルギー密度の新型水冷撹拌クラッド式鉛電池を採用することで、水中持続力の向上につながっている。

## 装備
装備面での最大の特徴は、初のデジタル化ソナーであるZQQ-5の採用である（2番艦以降ではZQQ-5Bに更新）。前方ソナー・逆探ソナーとともに、62SSでアメリカからの輸入によって導入された曳航ソナー（STASS）も、ZQR-1として国産化のうえで統合されており、これに信号処理部と操作表示部を加えてシステム構築されている。また、赤外線探知装置、曳航式VLFブイ・衛星通信受信装置なども、海自潜水艦としては初めて採用された。潜水艦指揮管制装置（SCDS）は、ゆうしお型の最終2隻（57SS以降）で搭載されたZYQ-2に小改正を加えたZYQ-2Bが搭載されている。
魚雷発射管の配置は、船体中部に片舷あたり3門ずつ、計6門を搭載するといううずしお型以来の方式を踏襲しているが、その形式はHU-603Bに更新された。また本級で、新型の89式魚雷が装備化されている。

## 比較表
|            |            | たいげい型                   | そうりゅう型           | そうりゅう型                   | おやしお型          | はるしお型          | ゆうしお型          | うずしお型          |
| 11番艦から | 10番艦まで | たいげい型                   |                        |                                | おやしお型          | はるしお型          | ゆうしお型          | うずしお型          |
| ---------- | ---------- | ---------------------------- | ---------------------- | ------------------------------ | ------------------- | ------------------- | ------------------- | ------------------- |
| 船体       | 船型       | 葉巻型                       | 葉巻型                 | 葉巻型                         | 葉巻型              | 涙滴型              | 涙滴型              | 涙滴型              |
| 船体       | 基準排水量 | 3,000トン                    | 2,950トン              | 2,950トン                      | 2,750トン           | 2,450トン           | 2,200トン           | 1,850トン           |
| 船体       | 水中排水量 | 不明                         | 4,200トン              | 4,200トン                      | 3,500トン           | 3,200トン           | 2,900トン           | 2,450トン           |
| 船体       | 全長       | 84.0 m                       | 84.0 m                 | 84.0 m                         | 82.0 m              | 77.0 m              | 76.0 m              | 72.0 m              |
| 船体       | 全幅       | 9.1 m                        | 9.1 m                  | 9.1 m                          | 8.9 m               | 10.0 m              | 9.9 m               | 9.9 m               |
| 船体       | 深さ       | 10.4 m                       | 10.3 m                 | 10.3 m                         | 10.3 m              | 10.5 m              | 10.2 m              | 10.1 m              |
| 船体       | 吃水       | 不明                         | 8.5 m                  | 8.5 m                          | 7.4 m               | 7.7 m               | 7.4 m               | 7.5 m               |
| 主機       | 機関       | ディーゼル+電動機            | ディーゼル+電動機      | ディーゼル+スターリング+電動機 | ディーゼル+電動機   | ディーゼル+電動機   | ディーゼル+電動機   | ディーゼル+電動機   |
| 主機       | 方式       | D・E                         | D・E                   | D・S・E                        | D・E                | D・E                | D・E                | D・E                |
| 主機       | 水上出力   | 不明                         | 3,900 PS               | 3,900 PS                       | 3,400 PS            | 3,400 PS            | 3,400 PS            | 3,400 PS            |
| 主機       | 水中出力   | 6,000 PS                     | 8,000 PS               | 8,000 PS                       | 7,700 PS            | 7,200 PS            | 7,200 PS            | 7,200 PS            |
| 主機       | 水上速力   | 不明                         | 13ノット               | 13ノット                       | 12ノット            | 12ノット            | 12ノット            | 12ノット            |
| 主機       | 水中速力   | 20ノット                     | 20ノット               | 20ノット                       | 20ノット            | 20ノット            | 20ノット            | 20ノット            |
| 兵装       | 水雷       | 533mm魚雷発射管×6門          | 533mm魚雷発射管×6門    | 533mm魚雷発射管×6門            | 533mm魚雷発射管×6門 | 533mm魚雷発射管×6門 | 533mm魚雷発射管×6門 | 533mm魚雷発射管×6門 |
| 兵装       | その他     | 潜水艦魚雷防御システム       | 潜水艦魚雷防御システム | 潜水艦魚雷防御システム         | ―                   | ―                   | ―                   | ―                   |
| 同型艦数   | 同型艦数   | 3隻 （1隻艤装中、3隻建造中） | 12隻                   | 12隻                           | 11隻                | 7隻 （退役）        | 10隻 （退役）       | 7隻 （退役）        |

## 同型艦
| 艦番号          | 艦名     | 建造                  | 起工                        | 進水                       | 竣工                        | 練習潜水艦への 艦籍変更     | 除籍                        |
| --------------- | -------- | --------------------- | --------------------------- | -------------------------- | --------------------------- | --------------------------- | --------------------------- |
| SS-583          | はるしお | 三菱重工業 神戸造船所 | 1987年 （昭和62年） 4月21日 | 1989年 （平成1年） 7月26日 | 1990年 （平成2年） 11月30日 | -------                     | 2009年 （平成21年） 3月27日 |
| SS-584          | なつしお | 川崎造船 神戸工場     | 1988年 （昭和63年） 4月8日  | 1990年 （平成2年） 3月20日 | 1991年 （平成3年） 3月30日  | -------                     | 2010年 （平成22年） 3月26日 |
| SS-585 TSS-3606 | はやしお | 三菱重工業 神戸造船所 | 1988年 （昭和63年） 12月9日 | 1991年 （平成3年） 1月17日 | 1992年 （平成4年） 3月25日  | 2008年 （平成20年） 3月7日  | 2011年 （平成23年） 3月15日 |
| SS-586          | あらしお | 川崎造船 神戸工場     | 1990年 （平成2年） 1月8日   | 1992年 （平成4年） 3月17日 | 1993年 （平成5年） 3月17日  | -------                     | 2012年 （平成24年） 3月19日 |
| SS-587          | わかしお | 三菱重工業 神戸造船所 | 1990年 （平成2年） 12月12日 | 1993年 （平成5年） 1月22日 | 1994年 （平成6年） 3月1日   | -------                     | 2013年 （平成25年） 3月5日  |
| SS-588 TSS-3607 | ふゆしお | 川崎造船 神戸工場     | 1991年 （平成3年） 12月12日 | 1994年 （平成6年） 1月22日 | 1995年 （平成7年） 3月7日   | 2011年 （平成23年） 3月15日 | 2015年 （平成27年） 3月6日  |
| SS-589 TSS-3601 | あさしお | 三菱重工業 神戸造船所 | 1992年 （平成4年） 12月24日 | 1995年 （平成7年） 7月12日 | 1997年 （平成9年） 3月12日  | 2000年 （平成12年） 3月9日  | 2017年 （平成29年） 2月27日 |

### 準同型艦
あさしお（TSS-3601、旧SS-589）
先進潜水艦技術のテストベッドの役割が与えられ、多くの改装が施されている。
基本的な設計は同じだが、より高度な自動化装置とシュノーケル遠隔制御装置の導入により乗員数は71名に減少し、水上排水量が2,560トン、水中排水量が2,850トン、全長が78mにそれぞれ増大した。また、潜望鏡遠隔モニター装置を装備、艦首ソナー・ドームが硬質プラスティック製となった（本艦での運用の実績を踏まえ、シュノーケル遠隔制御装置は他の艦にも追加装備された）。
- 1995年1月17日、当艦は進水前の船台上で阪神・淡路大震災により被災した。このことはこの艦の設計変更や練習艦への種別変更に影響を与えた可能性がある。
- 2000年3月、練習潜水艦に種別変更にされたため、艦籍番号が変更（TSS-3601）された。これより、潜水艦要員訓練と装備品の試験に専念することとなった。
- 2002年、スターリング式AIP搭載のための9mの艦尾延長工事を行った。これにより基準排水量は2,900トンとなる。2003年からスターリングエンジンの試験が行われた。そして平成16年度計画によるそうりゅう型には、本艦での運用成績で有効性が確認されたことから、スターリングエンジンが標準搭載された。

## 登場作品

### テレビドラマ
『世にも奇妙な物語』
第139話『無人艦隊』で「あらしお」が登場。乗員が次々に消えていくという怪奇現象に遭遇し、はたかぜ型護衛艦「はたかぜ」に救助を要請する。

### アニメ
『地球防衛企業ダイ・ガード』
架空艦「はやなみ」が登場。所属は第2潜水艦隊。相模湾内でヘテロダインの襲撃を受ける。

### 小説
『MM9』
架空艦「SS-571 あましお」が登場（作中では級名は書かれていないが、排水量が2,450トンであると明記されている）。所属は第2潜水艦群。小笠原沖でアクティブ・ソナーに反応してきたMM8クラスの怪獣「シークラウド」と艦尾が接触し、スクリューと潜舵を損傷し緊急浮上する。
『海の底』
「ふゆしお」が登場。アクティブ・ソナーによって海中のレガリスを横須賀港へと誘導し、その後、架空のおやしお型潜水艦11番艦「きりしお」と共にレガリスを魚雷で攻撃する。
『新説 ミッドウェー海戦―海自潜水艦は米軍とこのように戦う 』
「あらしお」が登場。ミッドウェー海戦直前の時代にタイムスリップしてしまい、日本海軍と協力して、旧アメリカ軍の空母機動部隊と戦闘を行う。

### ゲーム
『踊る大捜査線 THE GAME 潜水艦に潜入せよ!』
架空艦「むつしお」が登場。所属は呉基地（第1潜水隊群）、艦長は里中。劇中の架空の事件「潜水艦事件」の舞台となる。